# Рубидий
| 37        | Рубидий |
| Rb85,4678 |         |
| [Kr]5s1   |         |

Руби́дий (химический символ — Rb, от лат. Rubidium) — химический элемент 1-й группы (по устаревшей классификации — главной подгруппы первой группы, IA), пятого периода периодической системы химических элементов Д. И. Менделеева, с атомным номером 37.
Простое вещество рубидий — мягкий легкоплавкий щелочной металл серебристо-белого цвета.

## История
В 1861 году немецкие учёные Роберт Бунзен и Густав Кирхгоф, изучая с помощью спектрального анализа природные алюмосиликаты, обнаружили в них новый элемент, впоследствии названный рубидием по цвету наиболее сильных линий спектра. Название, которое происходит от латинского слова rubidus, что означает «насыщенно красный».
Рубидий имел минимальную промышленную ценность до 1920-х годов. С тех пор наиболее важным применением рубидия являются исследования и разработки, главным образом в области химии и электроники. В 1995 году рубидий-87 был использован для получения конденсата Бозе-Эйнштейна, за который первооткрыватели Эрик Аллин Корнелл, Карл Виман и Вольфганг Кеттерле получили в 2001 году Нобелевскую премию по физике.

### Обнаружение радиоактивности рубидия
Природная радиоактивность рубидия была открыта Кемпбеллом и Вудом в 1906 году с помощью ионизационного метода и подтверждена В. Стронгом в 1909 году с помощью фотоэмульсии.
В 1930 году Л. В. Мысовский и Р. А. Эйхельбергер с помощью камеры Вильсона показали, что эта радиоактивность сопровождается испусканием бета-частиц. Позже было показано, что она обусловлена бета-распадом природного изотопа 87Rb.

## Происхождение названия
Название дано по цвету наиболее характерных красных линий спектра (от лат. rubidus — красный, тёмно-красный).

## Нахождение в природе

### Мировые ресурсы рубидия
Содержание рубидия в земной коре составляет 7,8⋅10−3 %, что примерно равно суммарному содержанию никеля, меди и цинка. По распространённости в земной коре рубидий находится примерно на 23-м месте, примерно так же распространённым, как цинк, и более распространённым, чем медь. Однако в природе он находится в рассеянном состоянии, рубидий — типичный рассеянный элемент. Собственные минералы рубидия неизвестны. Рубидий встречается вместе с другими щелочными элементами, он всегда сопутствует калию. Обнаружен в очень многих горных породах и минералах, найденных, в частности, в Северной Америке, Южной Африке и России, но его концентрация там крайне низка. Только лепидолиты содержат несколько больше рубидия, иногда 0,3 %, а изредка и до 3,5 % (в пересчёте на Rb2О).
Соли рубидия растворены в воде морей, океанов и озёр. Концентрация их и здесь очень невелика, в среднем порядка 125 мкг/л, что меньше чем значение для калия — 408 мкг/л. В отдельных случаях содержание рубидия в воде выше: в Одесских лиманах оно оказалось равным 670 мкг/л, а в Каспийском море — 5700 мкг/л. Повышенное содержание рубидия обнаружено и в некоторых минеральных источниках Бразилии.
Из морской воды рубидий перешёл в калийные соляные отложения, главным образом, в карналлиты. В штасфуртских и соликамских карналлитах содержание рубидия колеблется в пределах от 0,037 до 0,15 %. Минерал карналлит — сложное химическое соединение, образованное хлоридами калия и магния с водой; его формула — KCl·MgCl2·6H2O. Рубидий даёт соль аналогичного состава RbCl·MgCl2·6H2O, причём обе соли — калиевая и рубидиевая — имеют одинаковое строение и образуют непрерывный ряд твёрдых растворов, кристаллизуясь совместно. Карналлит хорошо растворим в воде, потому вскрытие минерала не составляет большого труда. Сейчас разработаны и описаны в литературе рациональные и экономичные методы извлечения рубидия из карналлита, попутно с другими элементами.

### Месторождения
Минералы, содержащие рубидий (лепидолит, циннвальдит, поллуцит, амазонит), находятся на территории Германии, Чехии, Словакии, Намибии, Зимбабве, Туркменистана и других странах.

### В космосе
Аномально высокое содержание рубидия наблюдалось в объекте HV 2112.

## Физические свойства

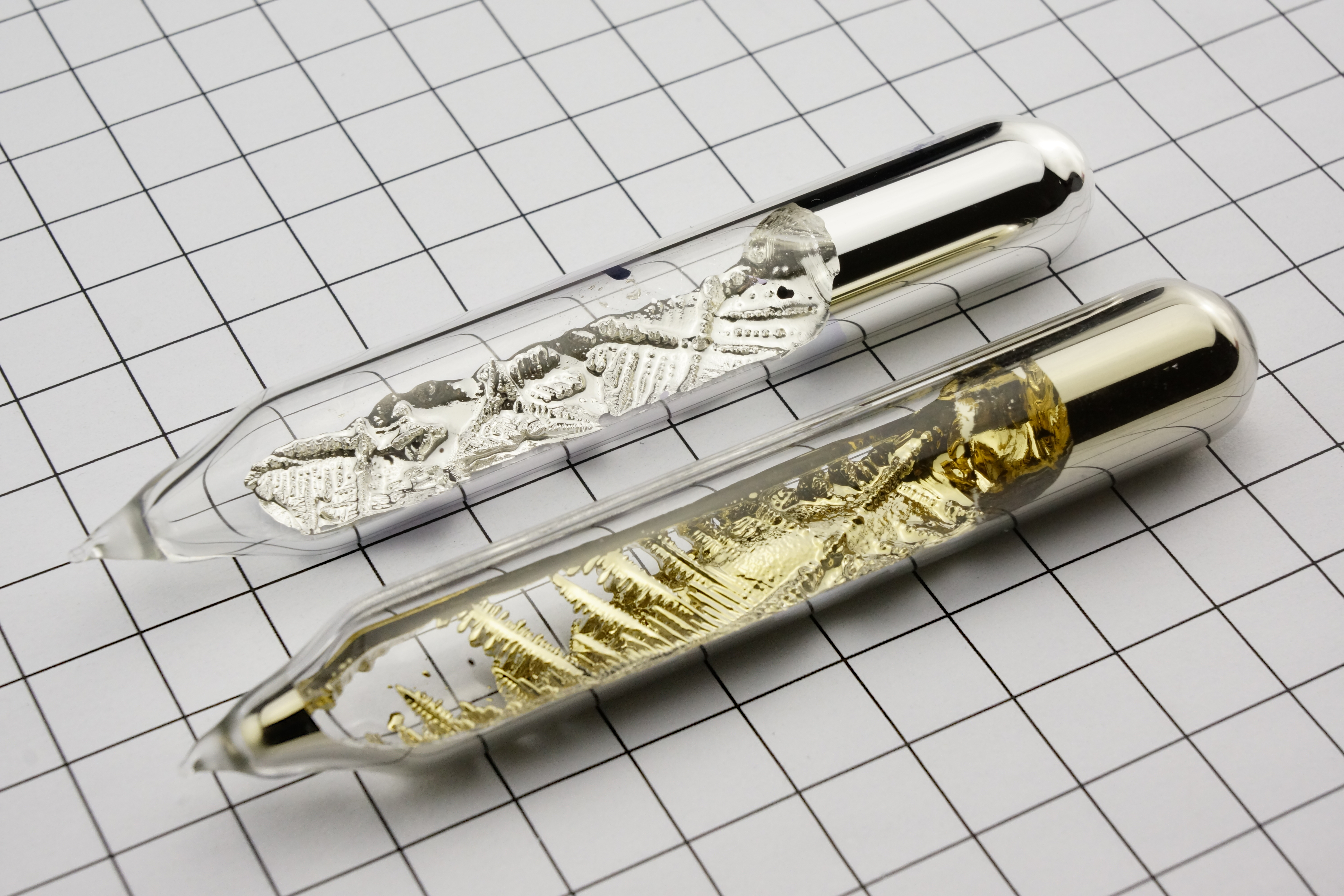
Герметичные эвакуированные (вакуумные) ампулы с серебристыми кристаллами высокочистого рубидия и золотистыми кристаллами высокочистого цезия

Полная электронная конфигурация рубидия: 1s22s22p63s23p63d104s24p65s1.
Рубидий образует серебристо-белые мягкие кристаллы, имеющие на свежем срезе металлический блеск. Твёрдость по Бринеллю 0,2 МН/м² (0,02 кгс/мм²).
Кристаллическая решётка рубидия кубическая объёмно-центрированная, а = 5,71 Å (при комнатной температуре).
Атомный радиус 2,48 Å, радиус иона Rb+ 1,49 Å.
Плотность 1,525 г/см³ (0 °C), температура плавления 38,9 °C, температура кипения 688,0 °C.
Удельная теплоемкость 335,2 Дж/(кг·К) [0,08 кал/(г·°С)], термический коэффициент линейного расширения 9,0⋅10−5 K−1 (при 0—38 °C), модуль упругости 2,4 ГН/м² (240 кгс/мм²), удельное объёмное электрическое сопротивление 11,29⋅10−6 Ом·см (при 20 °C); рубидий парамагнитен.
Металлический рубидий имеет сходство с калием и цезием по внешнему виду, мягкости и проводимости. Рубидий не следует хранить на открытом воздухе, так как будет происходить реакция с выделением большого количества теплоты, иногда даже приводящая к воспламенению металла. Рубидий является первым щелочным металлом в группе, плотность которого выше, чем у воды, поэтому он тонет в отличие от металлов над ним в группе.

## Химические свойства
Щелочной металл, крайне неустойчив на воздухе (реагирует с воздухом в присутствии следов воды с воспламенением). Образует все виды солей — большей частью легкорастворимых.

### Соединения рубидия
Гидроксид рубидия RbOH — одна из наиболее сильных щелочей, весьма агрессивен по отношению к стеклу и другим конструкционным и контейнерным материалам, а расплавленный RbOH разрушает большинство металлов.

## Получение
Большую часть добываемого рубидия получают как побочный продукт при производстве лития из лепидолита. После выделения лития в виде карбоната или гидроксида рубидий осаждают из маточных растворов в виде смеси алюморубидиевых, алюмокалиевых и алюмоцезиевых квасцов RbAl(SO4)2·12H2O, KAl(SO4)2·12H2O, CsAl(SO4)2·12H2O. Смесь разделяют многократной перекристаллизацией.
Рубидий также выделяют и из отработанного электролита, получающегося при получении магния из карналлита. Из него рубидий выделяют сорбцией на осадках ферроцианидов железа или никеля. Затем ферроцианиды прокаливают и получают карбонат рубидия с примесями калия и цезия. При получении цезия из поллуцита рубидий извлекают из маточных растворов после осаждения Cs3[Sb2Cl9]. Можно извлекать рубидий и из технологических растворов, образующихся при получении глинозёма из нефелина.
Для извлечения рубидия используют методы экстракции и ионообменной хроматографии. Соединения рубидия высокой чистоты получают с использованием полигалогенидов.
Значительную часть производимого рубидия выделяют в ходе получения лития, поэтому появление большого интереса к литию для использования его в термоядерных процессах в 1950-х и в аккумуляторах в 2000-x привело к увеличению добычи лития, а, следовательно, и рубидия. Именно поэтому соединения рубидия стали более доступными.
- 2RbCl+Ca=2Rb(g)+CaCl2 (t°C)
- 2Rb2CO3+Zr=ZrO2+2CO2(g)+4Rb(g) (t°C)

## Применение
Хотя в ряде областей применения рубидий уступает цезию, этот редкий щелочной металл играет важную роль в современных технологиях. Можно отметить следующие основные области применения рубидия: катализ, электронная промышленность, специальная оптика, атомная промышленность, медицина (его соединения обладают нормотимическими свойствами).
Рубидий используется не только в чистом виде, но и в виде ряда сплавов и химических соединений. Он образует амальгамы с ртутью и сплавы с золотом, железом, цезием, натрием и калием, но не литием (хотя рубидий и литий находятся в одной группе). Рубидий имеет хорошую сырьевую базу, более благоприятную, чем для цезия. Область применения рубидия в связи с ростом его доступности расширяется.
Изотоп рубидий-86 широко используется в гамма-дефектоскопии, измерительной технике, а также при стерилизации лекарств и пищевых продуктов. Рубидий и его сплавы с цезием — это весьма перспективный теплоноситель и рабочая среда для высокотемпературных турбоагрегатов (в этой связи рубидий и цезий в последние годы приобрели важное значение, и чрезвычайная дороговизна металлов уходит на второй план по отношению к возможностям резко увеличить КПД турбоагрегатов, а значит, и снизить расходы топлива и загрязнение окружающей среды). Применяемые наиболее широко в качестве теплоносителей системы на основе рубидия — это тройные сплавы: натрий-калий-рубидий, и натрий-рубидий-цезий.
В катализе рубидий используется как в органическом, так и неорганическом синтезе. Каталитическая активность рубидия используется в основном для переработки нефти на ряд важных продуктов. Ацетат рубидия, например, используется для синтеза метанола и целого ряда высших спиртов из водяного газа, что актуально в связи с подземной газификацией угля и в производстве искусственного жидкого топлива для автомобилей и реактивного топлива. Ряд сплавов рубидия с теллуром обладают более высокой чувствительностью в ультрафиолетовой области спектра, чем соединения цезия, и в связи с этим он способен в этом случае составить конкуренцию цезию как материал для фотопреобразователей. В составе специальных смазочных композиций (сплавов) рубидий применяется как высокоэффективная смазка в вакууме (ракетная и космическая техника).
Гидроксид рубидия применяется для приготовления электролита для низкотемпературных химических источников тока, а также в качестве добавки к раствору гидроксида калия для улучшения его работоспособности при низких температурах и повышения электропроводности электролита.
В гидридных топливных элементах находит применение металлический рубидий.
Хлорид рубидия в сплаве с хлоридом меди находит применение для измерения высоких температур (до 400 °C).
Пары рубидия используются как рабочее тело в лазерах, в частности, в рубидиевых атомных часах.
Хлорид рубидия применяется в топливных элементах в качестве электролита, то же можно сказать и о гидроксиде рубидия, который очень эффективен как электролит в топливных элементах, использующих прямое окисление угля.
Соединения рубидия иногда используются в фейерверках, чтобы придать им фиолетовый цвет.

## Биологическая роль
Рубидий относится к элементам с недостаточно изученной биологической ролью. Он относится к микроэлементам. Обычно рубидий рассматривают совместно с цезием, поэтому их роль в организме человека изучается параллельно.

### Рубидий в живых организмах
Рубидий постоянно присутствует в тканях растений и животных. В земных растениях содержится всего около 0,000064 % рубидия, а в морских — ещё меньше. Однако рубидий способен накапливаться в растениях, а также в мышцах и мягких тканях актиний, ракообразных, червей, рыб и иглокожих, причём величина коэффициента накопления составляет от 8 до 26. Наибольший коэффициент накопления (2600) искусственного радиоактивного изотопа 86Rb обнаружен у ряски Lemna polyrrhiza, а среди пресноводных беспозвоночных — Galba palustris. Физиологическая роль рубидия заключается в его способности ингибировать простагландины PGE1 и PGE2, PGE2-альфа и в наличии антигистаминных свойств.

### Метаболизм рубидия
Обмен рубидия в организме человека ещё не до конца изучен. Ежедневно в организм человека с пищей поступает до 1,5-4,0 мг рубидия. Через 60-90 минут при пероральном поступлении рубидия в организм, его можно обнаружить в крови. Средний уровень рубидия в крови составляет 2,3—2,7 мг/л.

### Основные проявления дефицита рубидия в организме
Недостаточность рубидия изучена плохо. Его содержание ниже 250 мкг/л в корме у подопытных животных может привести к сокращению продолжительности жизни, снижению аппетита, задержкам роста и развития, преждевременным родам, выкидышам.

## Токсичность
Ионы рубидия при поступлении в организм человека накапливаются в клетках, так как организм относится к ним так же, как к ионам калия. Однако рубидий малотоксичен, в организме человека массой 70 кг содержится 0,36 грамм рубидия, и даже при увеличении этого числа в 50—100 раз негативных эффектов не наблюдается.

## Меры предосторожности
NFPA 704 для рубидия
Элементарный рубидий опасен в обращении. Его, как правило, хранят в ампулах из стекла пирекс в атмосфере аргона или в стальных герметичных сосудах под слоем обезвоженного масла (вазелинового, парафинового).
Утилизируют рубидий обработкой остатков металла пентанолом.

## Изотопы
В природе существуют два изотопа рубидия: стабильный 85Rb (содержание в натуральной смеси: 72,2 %) и бета-радиоактивный 87Rb (27,8 %). Период полураспада последнего равен 49,23 млрд лет (почти в 11 раз больше возраста Земли). Продукт распада — стабильный изотоп стронций-87. Постепенное накопление радиогенного стронция в минералах, содержащих рубидий, позволяет определять возраст этих минералов, измеряя содержание в них рубидия и стронция (см. Рубидий-стронциевый метод в геохронометрии). Благодаря радиоактивности 87Rb природный рубидий обладает удельной активностью около 670 кБк/кг.
Искусственным путём получены 30 радиоактивных изотопов рубидия (в диапазоне массовых чисел от 71 до 102), не считая 16 возбуждённых изомерных состояний.